# Бенковски (София)
Вижте пояснителната страница за други значения на Бенковски.
СК Бенковски е български футболен отбор от София. Основан е през 1919 г. в квартал „Банишора“ в София от обединението на кварталните клубове Орел (Банишора), Вихър (Банишора) и Спартак (Банишора).

## Местоположение
Спортен клуб „Бенковски“ (София) е развивал спортна дейност в кварталите „Банишора“, „Индустриален“ (сега квартал „Хаджи Димитър“) и „Драз махала“ (сега пространството между булевард „Сливница“, улица „Константин Стоилов“, улица „Козлодуй“ и булевард „Княгиня Мария Луиза“) в София. Районът на клуба е обхващал пространството между булевард „Сливница“, булевард „Княгиня Мария Луиза“, „Централна гара“ София и улица „Генерал Столетов“ в София.
Канцеларията на клуба се е намирала в кафене „Алказар“ на булевард „Княгиня Мария Луиза“ №62 в София.

## Прозвище
Нарицателното име на Бенковски София е било „сините от Банишора“.

## Игрище
Игрище „Бенковски“ се е намирало в квартал „Банишора“ в София.
През месец август 1924 г. Столичната община отпуска място за изграждане на игрище на клуба.
Точното месторазположение на игрището е било западно от градинката пред „Майчин дом“ в София, между улица „Софроний Врачански“ и улица „Странджа“ в София. Игрище „Бенковски“ е било без трибуни и с капацитет за около 4000 зрители.
През 20-те години на миналия век на игрище „Бенковски“ се провеждат официални срещи от Софийското футболно първенство. След 1928 г. клубът е използвал игрището предимно за тренировъчна дейност.

## Обединения
- На 26 декември 1926 г. отборът на Бенковски (София) се обединява с отбора на Средец (София) под името Сердика (София).
- През месец юли 1930 г. отборът на Сердика (София) се преименува отново на Бенковски (София).

На 28 юни 1931 г. отборът на Бенковски (София) се обединява с отбора на Бенковски-15 (София) под името Бенковски (София).
- Бенковски участва в Държавното първенство през 1944 г. като в първия кръг побеждава на два пъти АС`23 с 3:1 и 7:1. Първенството е прекъснато заради Втората световна война.
- В началото на месец февруари 1949 г. отборът на Бенковски (София) се обединява с физкултурниците от „Професионалното дружество на електротехниците“ под името Динамо (кв. Банишора, София).
- Бенковски (София) съществува под името Динамо до 19 септември 1949 г., когато след реорганизацията и преминаването на спортните клубове в доброволни спортни организации (ДСО), отборът на Динамо е обединен с отборите на ЖСК (София) (тогава Локомотив (София)), Фортуна (София) (тогава Химик (София)) и Металик (София) под името ДСО „Енергия“ (София) и престава да съществува.

## Цветове на клуба
Клубните цветове на Бенковски София са били синьо и черно. Впоследствие клубните цветове са променени на зелено и бяло.

## Успехи
- Държавно първенство на България: 1944 (3 кръг – Финална фаза).
- Държавна купа на България: 1939, 1946, 1948 (2 кръг – Предварителна фаза – София)
- Софийско първенство:
- I Софийска дивизия: 1939 (II място), 1944 (II място)
- II Софийска дивизия: 1925 (Победител), 1936 (Победител), 1941 (Победител)
- Купа „Улпия Сердика“: 1937 (3 кръг), 1938 (3 кръг), 1939 (3 кръг)
- Участие в Софийското футболно първенство:
- I Софийска дивизия: 1923, 1927 – 1929, 1937 – 1940, 1942 – 1947 (14 сезона)
- II Софийска дивизия: 1924 – 1927, 1930 – 1936, 1941, 1948 (13 сезона)
- Между сезоните 1927 – 1930 година участва в първенството обединен с отбора на Средец (София) под името Сердика (София).

## Известни футболисти
- Бенжамин Астург – Бенжо
- Любомир Петров – Боби
- Любомир Николов